# 上越信号場
上越信号場（かみこししんごうじょう）は、北海道上川郡上川町字上越にある北海道旅客鉄道（JR北海道）石北本線の信号場である。電報略号はミコ。事務管理コードは▲122511。石北本線の最高地点（石北トンネル内、644m）に近い標高634 m に位置し、現存する北海道内の停車場では最も高い所にある。

## 歴史
当初は駅として設置され、現在は信号場として運用される。

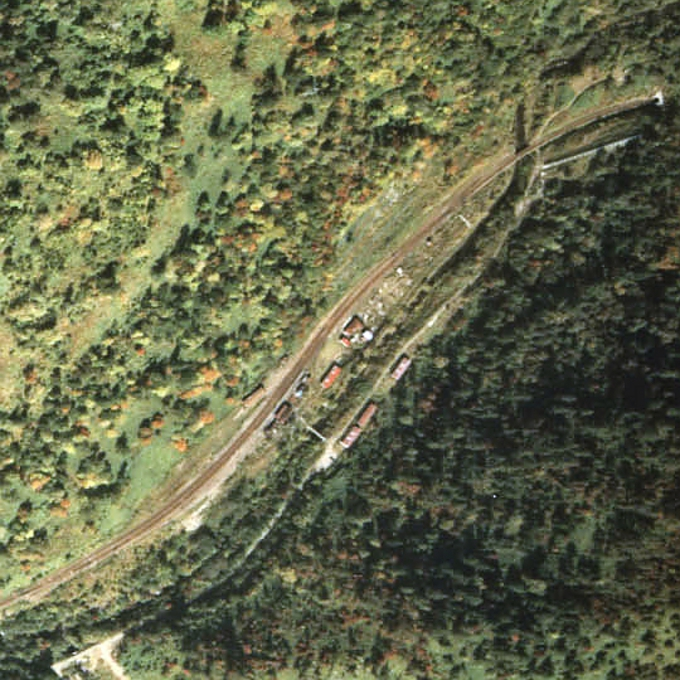
1977年の上越信号場と周囲約500m範囲。右上が遠軽方面で、石北トンネルが見える。千鳥状にずれた相対式ホームがまだ撤去されておらず、かつての駅舎横の上川側に貨物ホームのあった跡が白く残る。ここへの引込み線は保線用として残されている。両分岐点にスノーシェルターはまだ設置されていない。

- 1932年（昭和7年）10月1日：鉄道省石北線中越駅 - 白滝駅間延伸開業に伴い上越駅として設置[7]。一般駅[1]。
- 1949年（昭和24年）6月1日：公共企業体である日本国有鉄道に移管。
- 1960年（昭和35年）9月15日：貨物取り扱い廃止[1][8]。
- 1961年（昭和36年）4月1日：所属路線が石北本線に改称[7]。
- 1975年（昭和50年）12月25日：旅客、荷物取り扱いを廃止し、上越信号場となる[8][7]。
  - 同年時点で、上越地区の住民は皆無となっていた（1970年時点では人口26人）[9]。
  - その後も仮乗降場としてしばらく旅客が取り扱われた。宮脇俊三の著書『時刻表2万キロ』などで廃止後の当駅に列車が停車する描写がある[10]。
- 1983年（昭和58年）1月11日：『上川町史』第2巻（1984）に同年同月「廃止駅となる[11]」との記述。仮乗降場としての旅客扱いの終了と推測される。
- 1987年（昭和62年）4月1日：国鉄分割民営化によりJR北海道に継承[7]。

### 信号場名の由来
「中越」よりも峠の頂上に近い上流側に位置するため、「上越」と名付けられた。
字名としては1938年（昭和13年）の字名改正まで、中越と上越は「茅刈別（ちかるべつ）」に包摂されていたが、この改正で「中越」と「上越」に分割し現在に至っている。

## 構造
2線あり列車交換が可能。2線とも両方向に出発信号機があり、同方向に向かう列車同士の追い抜きも可能な構造である。網走方に側線が1本あり、分岐器はスノーシェルターで覆われている。

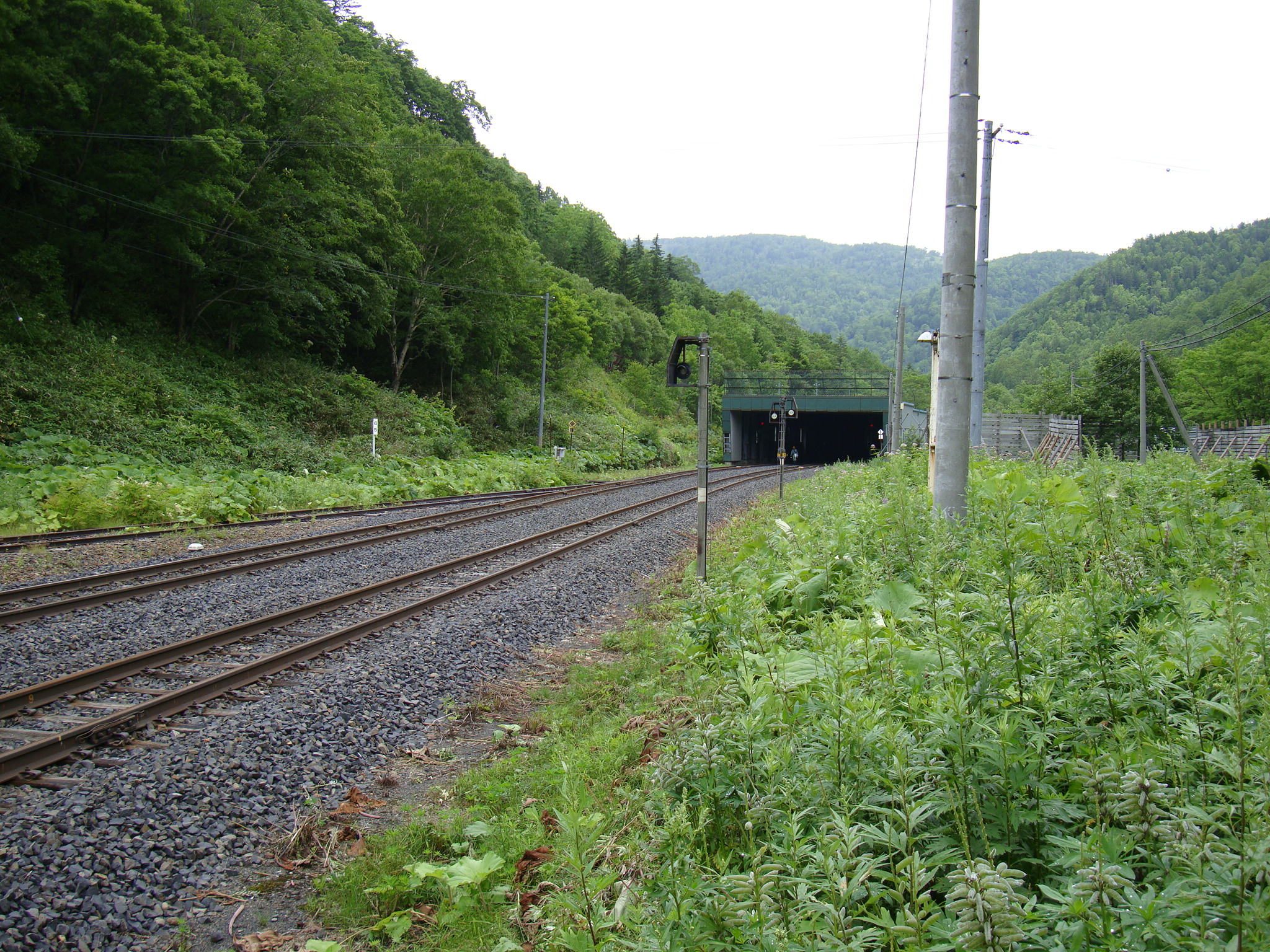
奥白滝信号場方 作業員が歩く

## 利用状況
夏は浮島峠への行楽や山菜採り、冬季はチトカニウシ山のスキー場（当信号場からおよそ6km）へのスキー登山客に用いられ、特にチトカニウシ山へのスキー列車は旭川鉄道管理局の年中行事のひとつに数えられた。
旅客営業当時の乗車人員の推移は以下のとおり。年間の値のみ判明している年については、当該年度の日数で除した値を括弧書きで1日平均欄に示す。乗降人員のみが判明している場合は、1/2した値を括弧書きで記した。
| 年度               | 乗車人員  | 乗車人員 | 出典   | 備考                                             |
| 年度               | 年間      | 1日平均  | 出典   | 備考                                             |
| ------------------ | --------- | -------- | ------ | ------------------------------------------------ |
| 1965年（昭和40年） | (2,179.0) | (6.0)    | [ 11 ] | 年間乗降客数：4,358 地区人口68人。               |
| 1966年（昭和41年） | (2,794.0) | （7.7)   | [ 11 ] | 年間乗降客数：5,588                              |
| 1967年（昭和42年） | (2,540.0) | (6.9)    | [ 11 ] | 年間乗降客数：5,080                              |
| 1968年（昭和43年） | (3,300.0) | (9.0)    | [ 11 ] | 年間乗降客数：6,600                              |
| 1969年（昭和44年） | (2,177.0) | (6.0)    | [ 11 ] | 年間乗降客数：4,354                              |
| 1970年（昭和45年） | (824.0)   | (2.3)    | [ 11 ] | 年間乗降客数：1,648 地区人口26人。               |
| 1971年（昭和46年） | (564.0)   | (1.5)    | [ 11 ] | 年間乗降客数：1,128                              |
| 1972年（昭和47年） | (616.0)   | (1.7)    | [ 11 ] | 年間乗降客数：1,232                              |
| 1973年（昭和48年） | (149.0)   | (0.4)    | [ 11 ] | 年間乗降客数：298                                |
| 1974年（昭和49年） | (161.0)   | (0.4)    | [ 11 ] | 年間乗降客数：322                                |
| 1975年（昭和50年） | (21.0)    | (0.1)    | [ 11 ] | 年間乗降客数：42 同年旅客営業終了。地区人口0人。 |

## 周辺
峠の上川側の途中である。留辺志部川と山に挟まれている。道路と川と森林のみである。
- 国道333号
- 北見峠（石北トンネル）
- 旭川紋別自動車道浮島インターチェンジ

## 隣の駅
北海道旅客鉄道（JR北海道）
■石北本線
上川駅 (A43) - *天幕駅 - （中越信号場） - （上越信号場） - （奥白滝信号場） - *上白滝駅 (A44) - 白滝駅 (A45) *打消線は廃駅